# Buducnost Banacki Dvor
Maillots
Le Fudbalski Klub Buducnost Banacki Dvor (en serbe : Фудбалски Клуб Будућност Банатски Двор), plus couramment abrégé en Buducnost Banacki Dvor, est un ancien club serbe de football fondé en 1938 puis disparu en 2006, et basé dans la ville de Banatski Dvor, en Voïvodine.

## Histoire
Le club disparaît en 2006 en fusionnant avec le FK Proleter Zrenjanin pour donner le FK Banat Zrenjanin. 

## Bilan sportif

### Palmarès
| Anciennes compétitions |
| --- |
| - Coupe de Serbie-et-Monténégro : - Finaliste : 2003-04. - Championnat de Serbie-et-Monténégro D2 (1) : - Champion : 2004-05. |

### Bilan européen
Note : dans les résultats ci-dessous, le score du club est toujours donné en premier
| Saison    | Compétition | Tour            | Club       | Domicile | Extérieur | Total  |
| --------- | ----------- | --------------- | ---------- | -------- | --------- | ------ |
| 2004-2005 | Coupe UEFA  | Deuxième tour Q | NK Maribor | 1 - 2    | 1 - 0     | 2 - 2E |

Légende
- Victoire ou qualification pour le tour suivant
- Match nul
- Défaite ou élimination de la compétition

## Entraîneurs du club
- Blagoje Paunović (2002 - 2003)
- Jovan Kovrlija (2003 - 2004)
- Milan Budisavljević (2004)
- Radivoje Drašković (2004 - 2005)
- Nikola Rakojević (2005 - 2006)